# 朝日招待ラグビー
朝日招待ラグビー（あさひしょうたいラグビー）は、日本ラグビーフットボール協会が主催していた日本のラグビー大会。1950年度から2009年度まで開催された。

## 概要
九州ラグビーフットボール協会が九州のラグビー強化に力を注ぐために学生日本一の大学、または日本学生選抜を招いて全九州（九州代表）と戦った。
第1回（1950年度）から第14回（1963年度）までは、ほぼ毎年1月15日の開催となっていたが、日本ラグビーフットボール選手権大会が実施されるようになってからは3月の開催に移された。
通算成績は九州の24勝33敗2分。第60回（2009年度）をもって終了することになった
。

## 歴代記録
| 回数 | 試合日        | スコア                                   | グラウンド                               |
| ---- | ------------- | ---------------------------------------- | ---------------------------------------- |
| 1    | 1951年1月15日 | 早稲田大24－3九州                        | 平和台競技場                             |
| 2    | 1952年1月15日 | 明治大36－14九州                         | 平和台競技場                             |
| 3    | 1953年1月18日 | 早稲田大46－0九州                        | 平和台競技場                             |
| 4    | 1954年1月15日 | 早稲田大16－3九州                        | 平和台競技場                             |
| 5    | 1955年1月15日 | 明治大24－11九州                         | 平和台競技場                             |
| 6    | 1956年1月15日 | 九州29－10日本大                         | 平和台競技場                             |
| 7    | 1957年1月15日 | 早稲田大19－15九州                       | 平和台競技場                             |
| 8    | 1958年1月15日 | 九州23－5慶應義塾大                      | 平和台競技場                             |
| 9    | 1959年1月15日 | 早稲田大20－11九州                       | 平和台競技場                             |
| 10   | 1960年1月15日 | 法政大29－14九州                         | 平和台競技場                             |
| 11   | 1961年1月15日 | 九州24－12日本大                         | 平和台競技場                             |
| 12   | 1962年1月15日 | 九州30－6明治大                          | 平和台競技場                             |
| 13   | 1963年1月15日 | 明治大20－14九州                         | 平和台競技場                             |
| 14   | 1964年1月15日 | 九州24－11法政大                         | 平和台競技場                             |
| 15   | 1965年3月7日  | 九州36－3日本学生                        | 平和台競技場                             |
| 16   | 1966年3月6日  | 日本学生31－22九州                       | 平和台競技場                             |
| 17   | 1967年3月5日  | 日本学生34－16九州                       | 平和台競技場                             |
| 18   | 1968年3月3日  | 日本学生50－40九州                       | 平和台競技場                             |
| 19   | 1969年3月2日  | 日本学生29－16九州                       | 平和台競技場                             |
| 20   | 1970年3月1日  | 九州34－17日本学生                       | 平和台競技場                             |
| 21   | 1971年3月7日  | 九州27－21日本学生                       | 平和台競技場                             |
| 22   | 1972年3月4日  | 日本学生32－14九州                       | 平和台競技場                             |
| 23   | 1973年3月4日  | 九州37－22日本学生                       | 平和台競技場                             |
| 24   | 1974年3月3日  | 日本学生25－21九州                       | 平和台競技場                             |
| 25   | 1975年3月2日  | 日本学生52－14九州                       | 久留米陸上                               |
| 26   | 1976年3月14日 | 日本学生25－15九州                       | 平和台競技場                             |
| 27   | 1977年3月13日 | 中止（早大部員不祥事による出場辞退の為） | 中止（早大部員不祥事による出場辞退の為） |
| 28   | 1978年3月12日 | 九州30－6明治大                          | 久留米陸上                               |
| 29   | 1979年3月11日 | 九州23－15日本体育大                     | 平和台競技場                             |
| 30   | 1980年3月9日  | 九州35－24明治大                         | 平和台競技場                             |
| 31   | 1981年3月8日  | 同志社大24－24九州                       | 北九州鞘ヶ谷                             |
| 32   | 1982年3月7日  | 九州29－0明治大                          | 平和台競技場                             |
| 33   | 1983年3月6日  | 九州16－3同志社大                        | 平和台競技場                             |
| 34   | 1984年3月11日 | 同志社大13－12九州                       | 北九州三萩野                             |
| 35   | 1985年3月10日 | 日本学生20－13九州                       | 平和台競技場                             |
| 36   | 1986年3月9日  | 日本学生26－20九州                       | 平和台競技場                             |
| 37   | 1987年3月8日  | 大東文化大15－14九州                     | 平和台競技場                             |
| 38   | 1988年3月6日  | 早稲田大37－14九州                       | 平和台競技場                             |
| 39   | 1989年3月5日  | 九州29－18大東文化大                     | 平和台競技場                             |
| 40   | 1990年3月4日  | 九州20－17早稲田大                       | 平和台競技場                             |
| 41   | 1991年3月3日  | 全明治大14－13九州                       | 平和台競技場                             |
| 42   | 1992年3月8日  | 明治大34－19九州                         | 平和台競技場                             |
| 43   | 1993年3月7日  | 法政大8－8九州                           | 平和台競技場                             |
| 44   | 1994年3月6日  | 九州53－15明治大                         | 平和台競技場                             |
| 45   | 1995年3月5日  | 九州26－7大東文化大                      | 平和台競技場                             |
| 46   | 1996年3月3日  | 九州72－26明治大                         | 平和台競技場                             |
| 47   | 1997年3月2日  | 九州55－48明治大                         | 平和台競技場                             |
| 48   | 1998年3月8日  | 明治大51－50九州                         | 博多の森                                 |
| 49   | 1999年3月7日  | 関東学院大38－33九州                     | 平和台競技場                             |
| 50   | 2000年3月5日  | 九州38－28慶應義塾大                     | 平和台競技場                             |
| 51   | 2001年3月4日  | 関東学院大52－26九州                     | 平和台競技場                             |
| 52   | 2002年3月3日  | 関東学院大52－12九州                     | 平和台競技場                             |
| 53   | 2003年3月9日  | 早稲田大62－21九州                       | 博多の森                                 |
| 54   | 2004年3月4日  | 九州59－49関東学院大                     | 博多の森                                 |
| 55   | 2005年3月13日 | 早稲田大45－24九州                       | 博多の森                                 |
| 56   | 2006年3月12日 | 九州38－27早稲田大                       | 博多の森                                 |
| 57   | 2007年3月11日 | 関東学院大35－27九州                     | 博多の森                                 |
| 58   | 2008年3月21日 | 早稲田大35－12九州                       | 福岡レベスタ                             |
| 59   | 2009年3月20日 | 早稲田大55－38九州                       | 福岡レベスタ                             |
| 60   | 2010年3月14日 | 九州36－8帝京大                          | 福岡レベスタ                             |